# Herzogstand

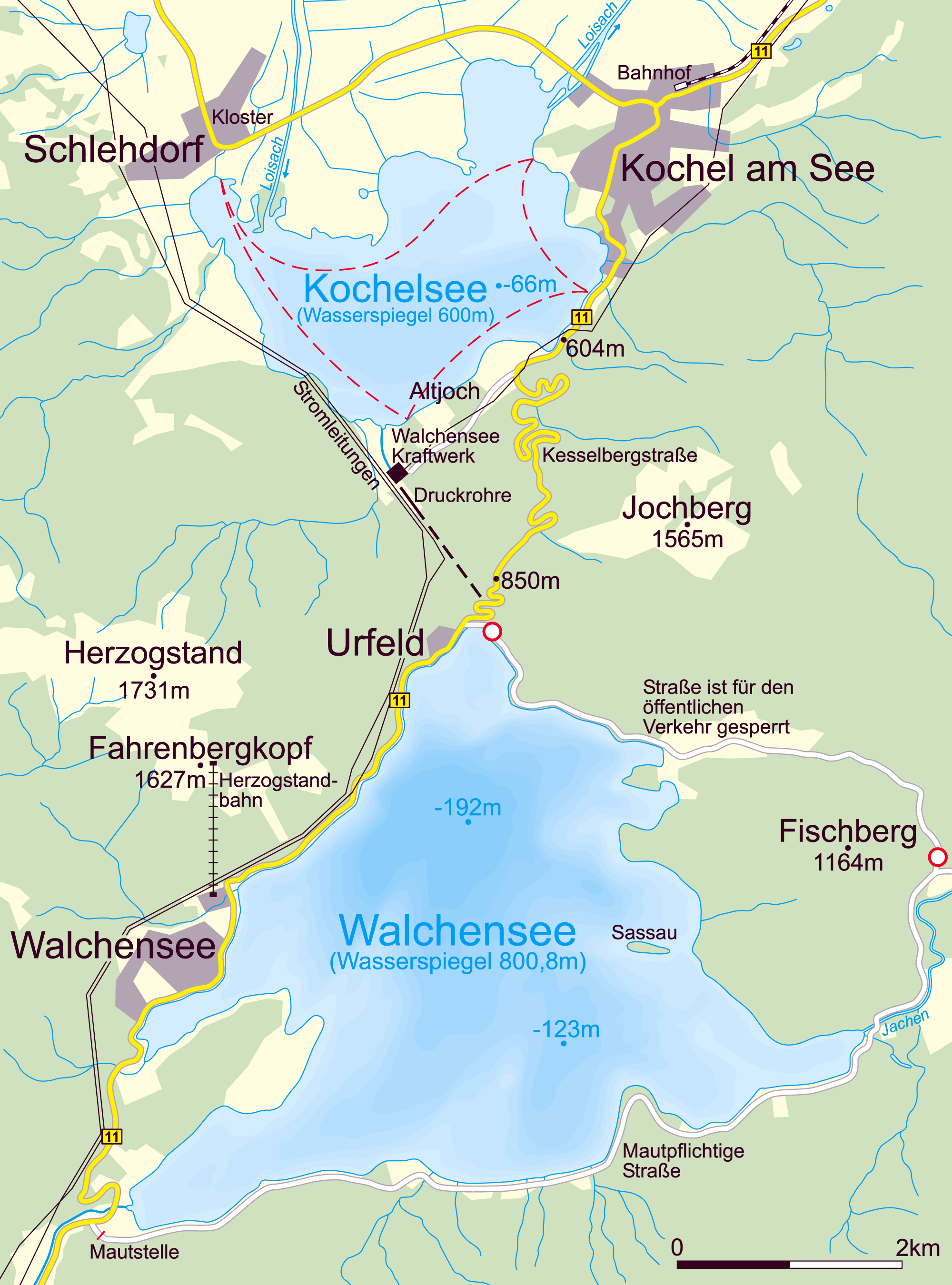
Walchensee und Kochelsee

Der Herzogstand ist ein Berg in den Bayerischen Voralpen mit 1731 m ü. NHN nordwestlich des Walchensees. Er gehört zum Gebiet der Gemeinde Kochel am See
und bildet mit seinem Nachbarn Heimgarten einen Höhenzug, der dem Estergebirge vorgelagert ist und nach Norden in das Bayerische Alpenvorland abfällt.
Der Herzogstand war während der Würm-Kaltzeit ein sogenannter Nunatak, also ein Berg, dessen Gipfel ca. 330 m aus dem Eisstrom herausragte. Der Kesselberg, der Einschnitt zwischen Herzogstand und Jochberg, war ein Alpentor; hier floss ein Nebenarm des Isar-Loisach-Gletschers, der wiederum ein Nebenarm des Inn-Gletschers war, in einer Höhe von ca. 1400 m über NHN hindurch.

## Geschichte
Der Herzogstand erhielt 1535 seinen Namen von den Bayernherzögen Wilhelm IV. und Ludwig X. Spätestens seit dem Jahr 1865 befindet sich auf dem Gipfel ein Aussichtspavillon.
Die Wittelsbacher errichteten im Jahre 1857 unterhalb des heutigen Herzogstandhauses ein Jagdhaus. König Ludwig II. ließ 1865 das so genannte Königshaus erbauen. Die Herzogstandbahn, eine 1994 erneuerte Seilbahn, führt zum Fahrenbergkopf auf 1627 m. Etwas unterhalb liegt das nach einem Brand 1992 neu erbaute Herzogstandhaus in 1575 m Höhe. Nordwestlich davon und südlich des Herzogstandgipfels befindet sich der Martinskopf (1675 m).
Der Herzogstand ist einer der bekanntesten Münchner Hausberge und wird mit und ohne Seilbahnunterstützung zu allen Jahreszeiten viel begangen.

## Sendeanlage auf dem Gipfel
Der Herzogstand wird schon seit 1920 funktechnisch genutzt. Von 1920 bis 1934 war am Herzogstand eine Sendeantenne für Längstwellen befestigt, die zur Funkstation am Herzogstand gehörte. Heute befindet sich 900 m südostwärts des Herzogstandgipfels auf dem Fahrenbergkopf (1627 m) der Sender Herzogstand.

## Wanderwege
Der kürzeste Zustieg (AV-Weg 446) führt von Süden ab der Talstation der Seilbahn im Ort Walchensee zum Herzogstandhaus und weiter zum Gipfel (2,5 h). Von Osten führt der sogenannte Reitweg von der Kesselberg-Passhöhe zum Herzogstandhaus (ebenfalls mit 2,5 h angegeben). Wesentlich länger und selten begangen ist der Zugang von Norden ab dem Kochelsee über den Pionierweg. Schließlich ist der Gipfel des Herzogstands auch von Westen über den etwas ausgesetzten, aber gut gesicherten Grat vom Heimgarten (1790 m) zugänglich; diese beliebte Gratwanderung zeichnet sich dadurch aus, dass man zugleich Aussicht auf Kochel- und Walchensee, auf die Münchner Ebene und auf das Hochgebirge hat. Bei Anreise mit dem Auto bietet sich die Rundwanderung Walchensee-Heimgarten-Herzogstand-Walchensee an, bei Verwendung öffentlicher Verkehrsmittel die Überschreitung ab Ohlstadt.
Die Überschreitung Heimgarten-Herzogstand (allerdings mit dem wesentlich längeren Zustieg ab Eschenlohe durch das Judental) ist Teil des Maximilianswegs und damit auch des Europäischen Fernwanderwegs E4. Nach dem Kesselberg führt dieser Weg weiter über den Jochberg zur Tutzinger Hütte an der Benediktenwand. Auch die Via Alpina fällt auf diesen Etappen mit dem Maximiliansweg zusammen.

## Galerie

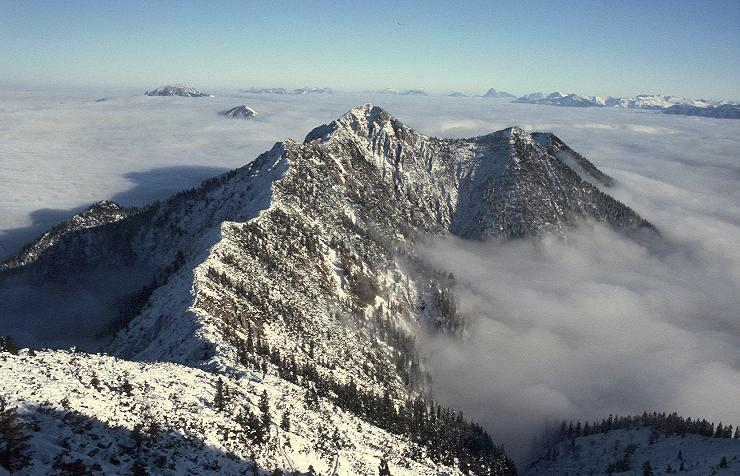
Blick vom Heimgarten auf den Grat zum Herzogstand
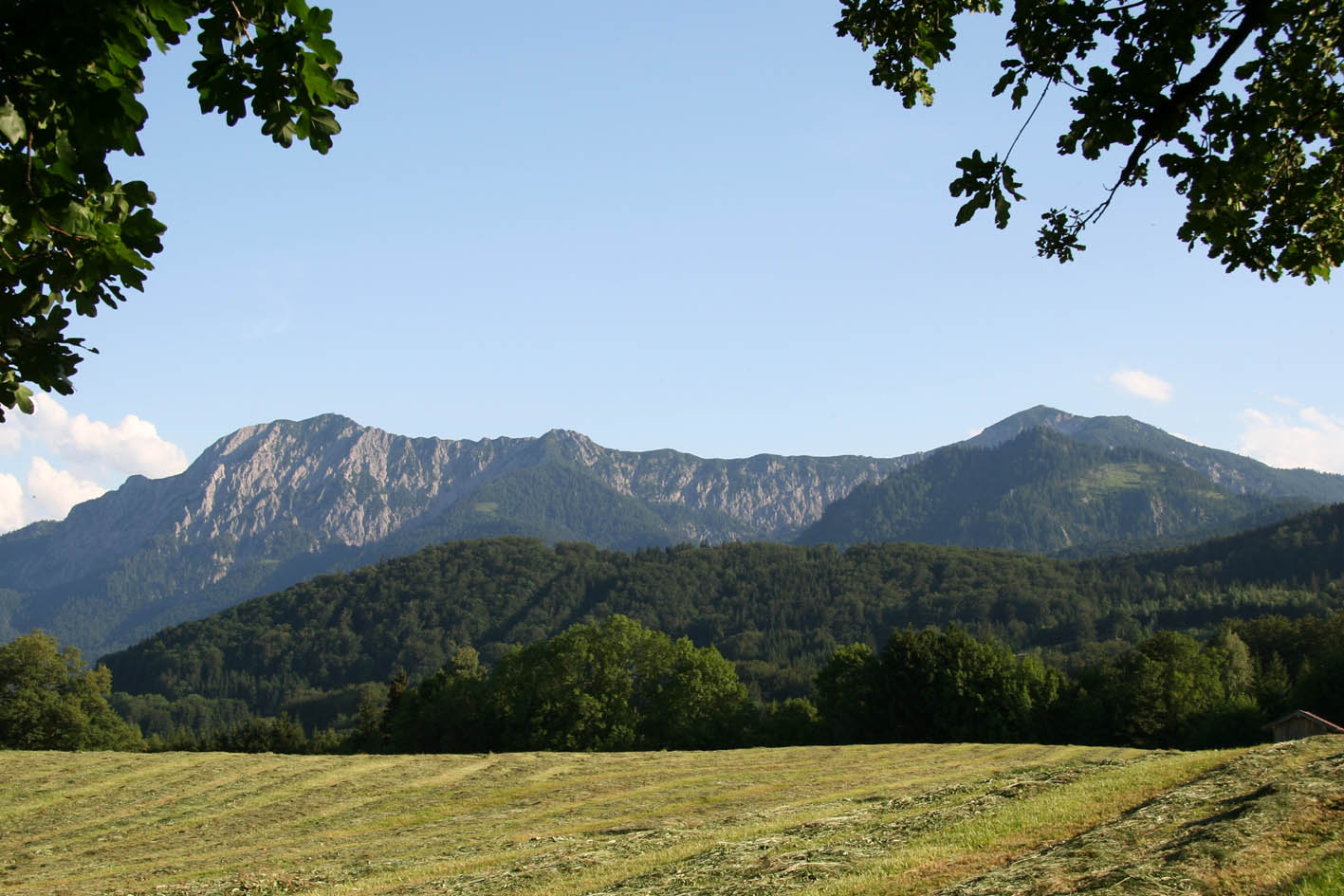
Blick von Großweil zum Herzogstand (links) und Heimgarten (rechts)
Blick auf Martinskopf und Fahrenbergkopf
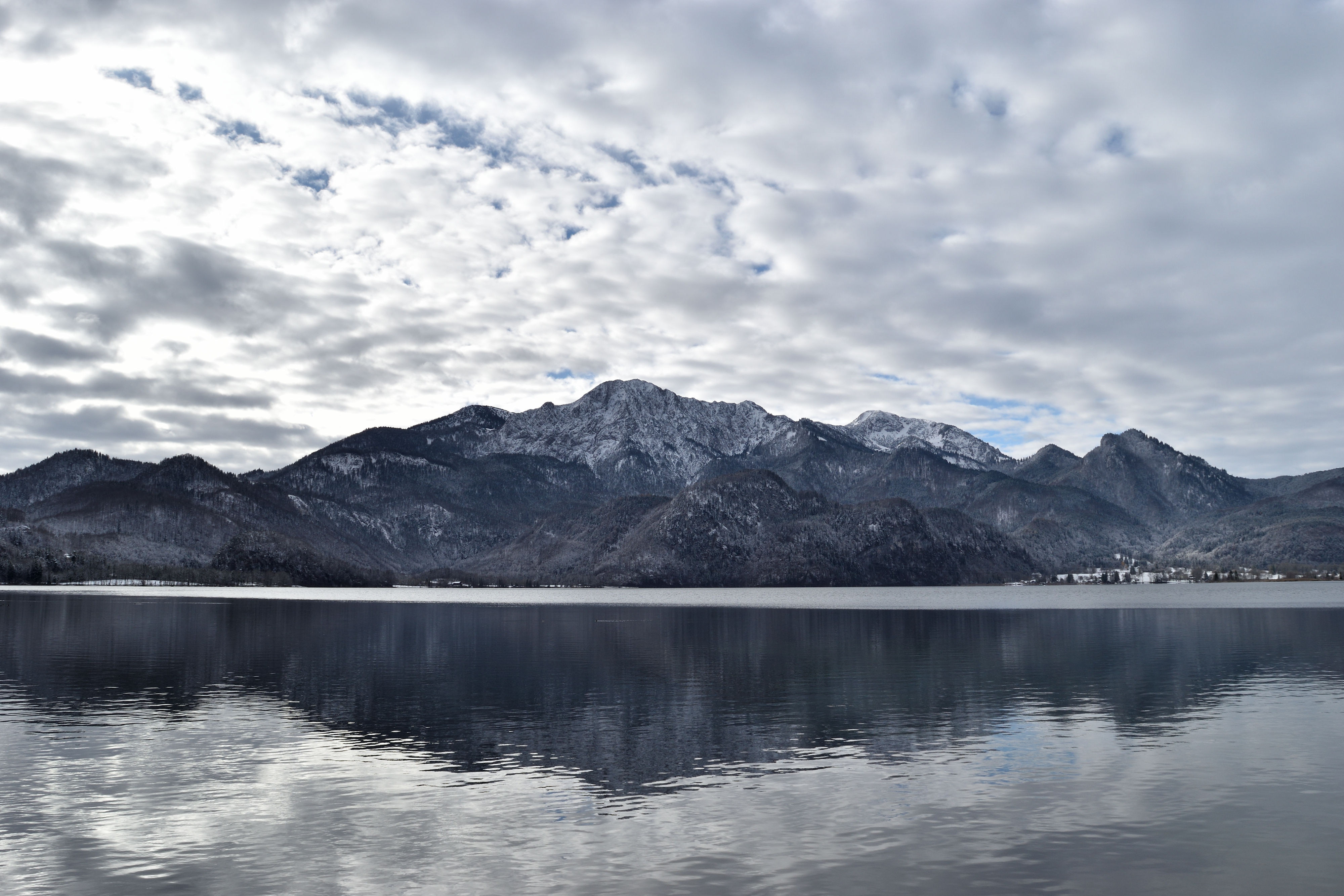
Der Herzogstand (Mitte) gesehen vom Kochelsee
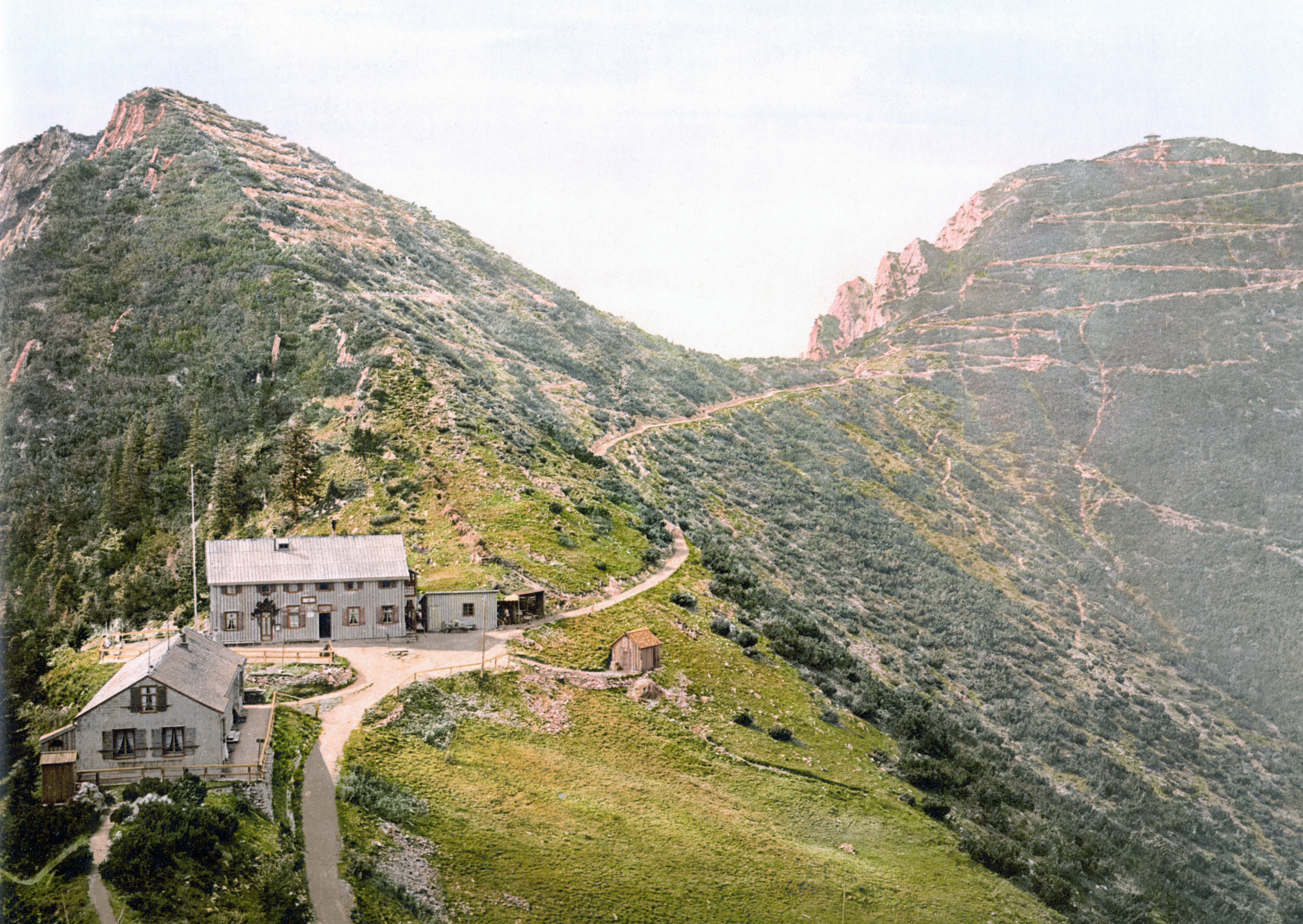
Martinskopf, Herzogstandhaus und Herzogstand um 1900